# Modena Football Club 1960-1961
Questa pagina raccoglie le informazioni riguardanti il Modena Football Club nelle competizioni ufficiali della stagione 1960-1961.

## Rosa
| N. |                   | Ruolo | Calciatore          |
| -- | ----------------- | ----- | ------------------- |
|    | Italia (bandiera) | D     | Romano Agostinelli  |
|    | Italia (bandiera) | D     | Francesco Aguzzoli  |
|    | Italia (bandiera) | P     | Luigi Balzarini     |
|    | Italia (bandiera) | A     | Giancarlo Bolognesi |
|    | Italia (bandiera) |       | Catalano            |
|    | Italia (bandiera) | D     | Giordano Cattani    |
|    | Italia (bandiera) | D     | Michele Chirico     |
|    | Italia (bandiera) | C     | Fernando Colangelo  |
|    | Italia (bandiera) | D     | Dalmazio Cuttica    |
|    | Italia (bandiera) |       | Dotti               |
|    | Italia (bandiera) | D     | Franco Franchini    |

| N. |                   | Ruolo | Calciatore            |
| -- | ----------------- | ----- | --------------------- |
|    | Italia (bandiera) | A     | Gianni Goldoni        |
|    | Italia (bandiera) | C     | Giampiero Mangiarotti |
|    | Italia (bandiera) | C     | Norberto Moretti      |
|    | Italia (bandiera) | C     | Angelo Ottani         |
|    | Italia (bandiera) | A     | Enrico Pagliari       |
|    | Italia (bandiera) | A     | Franco Panza          |
|    | Italia (bandiera) |       | Piana                 |
|    | Italia (bandiera) | A     | Mario Pistacchi       |
|    | Italia (bandiera) | A     | Luigi Scarascia       |
|    | Italia (bandiera) | C     | Ettore Venturelli     |